# 布拉恰诺湖
布拉恰诺湖（義大利語：Lago di Bracciano），古称萨巴蒂努斯湖（拉丁語：Lacus Sabatinus）是意大利中部拉齐奥大区罗马省境内的一座火山口湖，位于罗马西北32公里的萨巴蒂尼山（Monti Sabatini）中。湖泊呈圆形，直径约9公里，面积约58平方公里，最大深度160米。布拉恰诺湖是阿罗内河的源头湖泊，湖水由东南岸流出。湖中盛产鳗鱼等鱼类。湖泊沿岸多矿物质温泉。湖滨城镇布拉恰诺和安圭拉腊萨巴齐亚保存有完好的中世纪中后期的古堡。其中布拉恰诺的奧爾西尼-奧德斯卡爾基堡曾是多为富豪名流举办婚礼的场所，包括2006年美国影星汤姆·克鲁斯与凯蒂·霍姆斯的婚礼。